# Tauern-Felsenblümchen
Das Tauern-Felsenblümchen (Draba pacheri) ist eine Pflanzenart der Gattung der Felsenblümchen (Draba). Es kommt nur in den Ostalpen und Nord-Karpaten vor.

## Beschreibung

### Vegetative Merkmale
Das Tauern-Felsenblümchen ist eine ausdauernde, krautige Pflanze und erreicht Wuchshöhen von 5 bis 20 Zentimetern. Laubblätter und Stängel sind mit Sternhaaren (Trichome) besetzt. Die Sternhaare haben einen kurzen Stiel, sind fast sitzend, ihre Strahlen sind in einer Ebene angeordnet. Außer den Grundblättern befinden sich am Stängel keins bis drei, selten bis zu sieben Stängelblätter. Die Stängel sind aufrecht, ziemlich dick und unverzweigt oder schon am Grunde verzweigt. Die grundständigen Blätter sind 10 bis 30 Millimeter lang und bis 8 Millimeter breit. Sie sind zungenförmig lanzettlich, ganzrandig und kaum gezähnelt.

### Generative Merkmale
Die Blütezeit liegt zwischen Mai und August. Die zwittrigen Blüten sind vierzählig. Die vier weißen Kronblätter sind 3 bis 4 Millimeter lang, verkehrt eiförmig und schwach ausgerandet. Der Fruchtstand ist verlängert; die Fruchtstiele sind 2 bis 3 Millimeter lang. Das Schötchen ist 3,5 bis 8 Millimeter lang und bis 3,3 Millimeter breit. Der Griffel ist zur Fruchtzeit 0,2 bis 0,6 Millimeter lang. In jedem Fruchtfach liegen 10 bis 16 Samen.
Beim Tauern-Felsenblümchen liegt Octoploidie mit einer Chromosomenzahl von 2n = 64 vor.

## Ökologie
Die Bestäubung erfolgt durch Insekten oder durch Selbstbestäubung.

## Vorkommen und Gefährdung
Das Tauern-Felsenblümchen kommt in den Ostalpen in den Hohen Tauern, in den Seetaler Alpen und auf der Koralpe vor. Außer in den Ostalpen kommt es noch in den Nord-Karpaten vor. In Österreich gilt das Tauern-Felsenblümchen als gefährdet.
Das Tauern-Felsenblümchen gedeiht in der subalpinen bis alpinen Höhenstufe. Es wächst in Rasenlücken, Felsspalten, Gesteinsschutt und Schneetälchen. In den Alpen erreicht es sein Optimum in Pflanzengesellschaften des Androsacenion vandellii. Es steigt bis 2470 Meter Meereshöhe auf.

## Taxonomie
Die Erstveröffentlichung von Draba pacheri erfolgte durch Dionys Rudolf Josef Stur. Das Artepitheton pacheri ehrt den Kärntner Botaniker und Pfarrer von Tröpolach, David Pacher (1816–1902).